# Małe Ciche
Małe Ciche ist ein Dorf in der Landgemeinde Poronin im Powiat Tatrzański in der Woiwodschaft Kleinpolen im Süden Polens in der historischen Region Podhale. Es liegt am Gebirgsbach Filipczański Potok und der Panoramastraße Oswald-Balzer-Weg. Das Dorf liegt im Gebirgszug der Pogórze Bukowińskie an den Westhängen der ca. 1100 m ü. NHN liegenden Wierch Zgorzelisko und Zadni Wierch ungefähr fünf Kilometer südlich von Poronin und ungefähr drei Kilometer östlich von Murzasichle und ungefähr fünf Kilometer östlich von Zakopane. Es ist ein Skiort am Fuße der Hohen Tatra mit einem größeren Skigebiet.

## Sehenswürdigkeiten
Die Holzkirche des Heiligen Josefs im Zakopane-Stil aus dem 20. Jahrhundert wird von den Dominikanern verwaltet. Der Ort grenzt im Süden an den Tatra-Nationalpark an. Teile des Gemeindegebiets liegen in der Hohen Tatra, insbesondere das Tal Dolina Filipka. Im Ort beginnt ein ▬ blau markierter Wanderweg über Wiktorówki auf die Alm Rusinowa Polana führt.

## Tourismus
Der Ortsname Małe Ciche lässt sich als Kleines Stilles übersetzen. Tatsächlich geht es in Małe Ciche ruhiger zu als in den benachbarten Skiorten Zakopane oder Bukowina Tatrzańska. Die touristische Infrastruktur ist gleichwohl gut ausgebaut. 

### Wintersport
In Małe Ciche ist das gleichnamige Skigebiet tätig. Zudem gibt es weitere kleinere Liftanlagen.

## Galerie

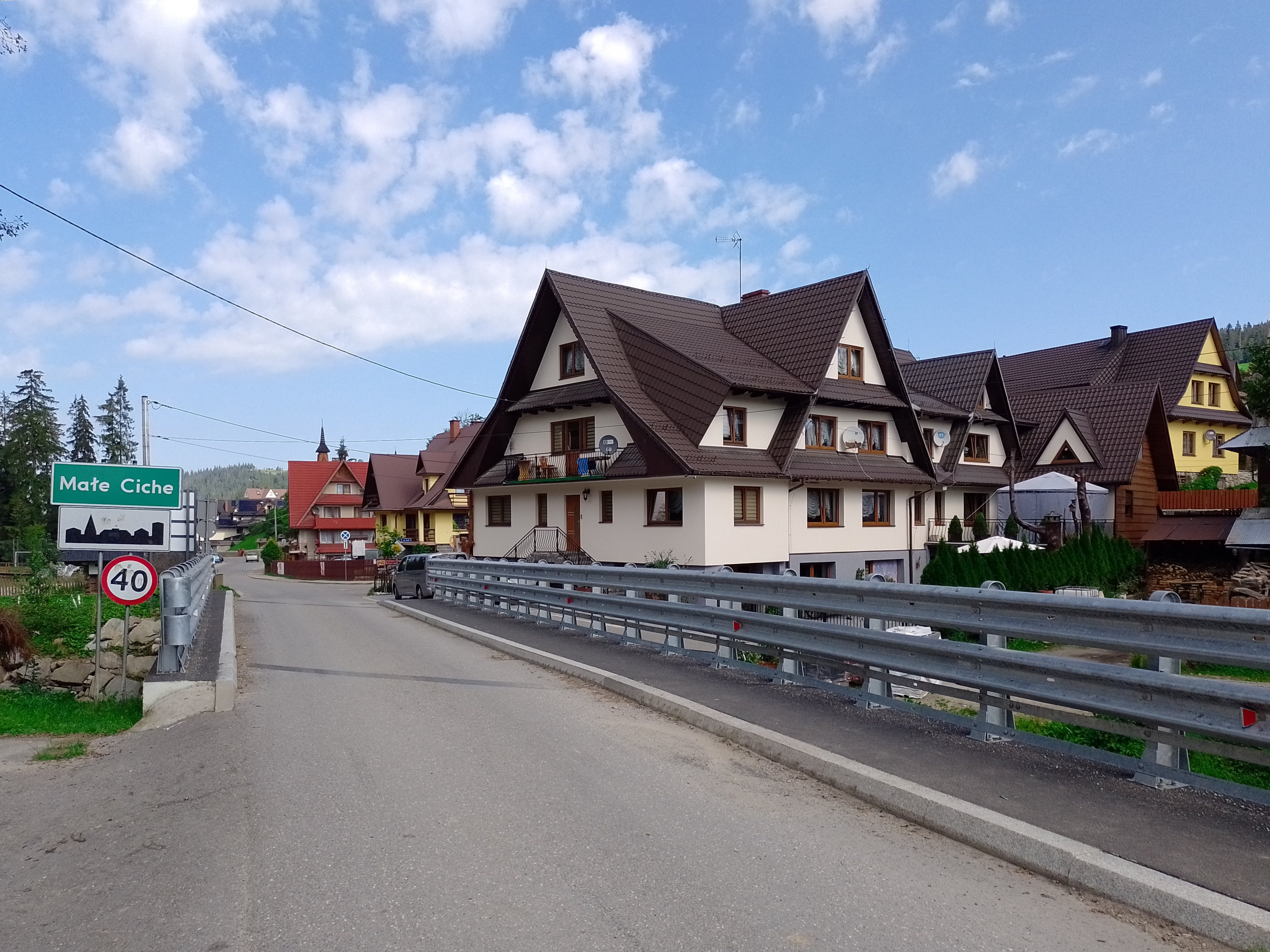
Typische Häuser
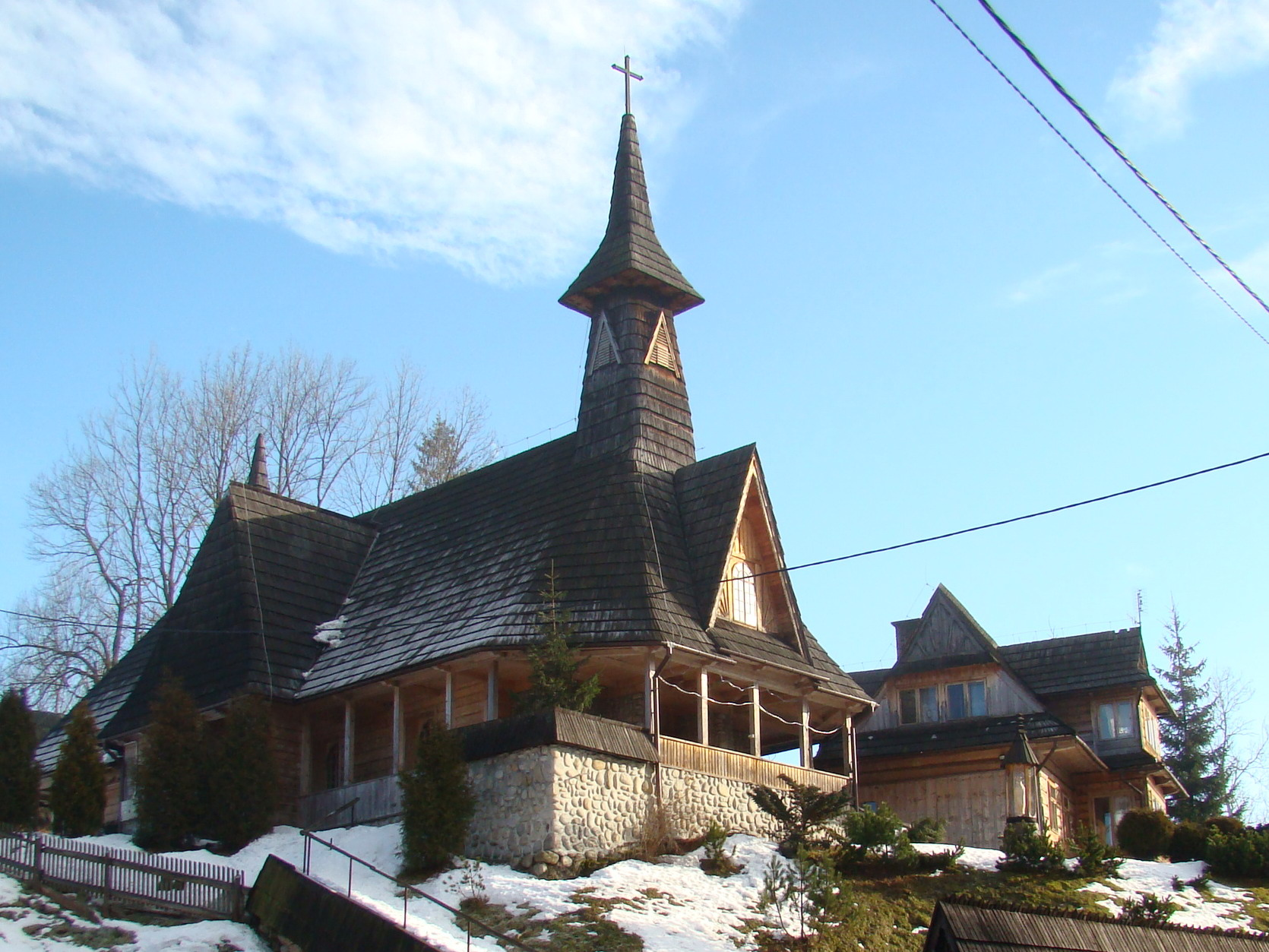
Holzkirche
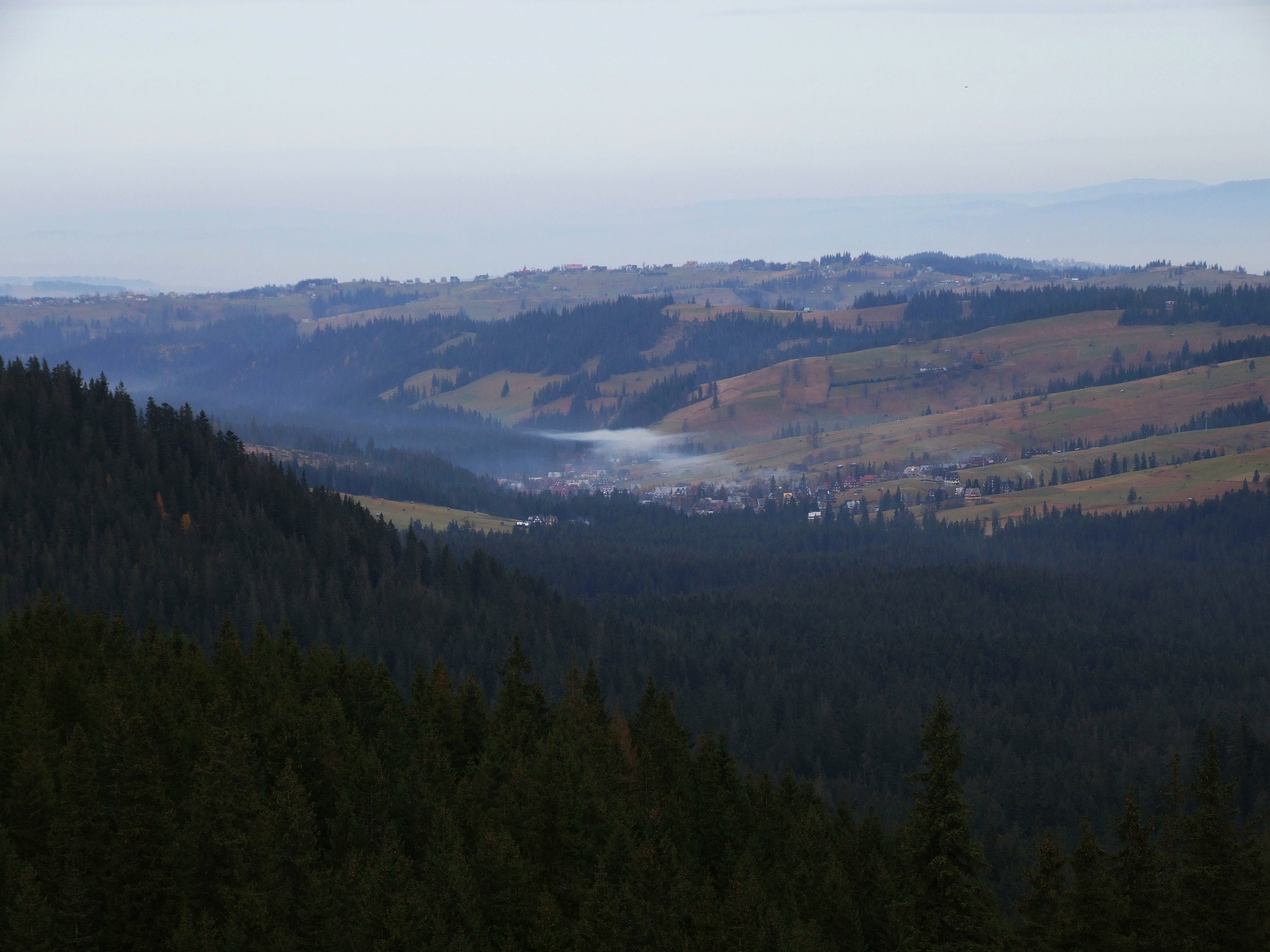
Blick von der Rusinowa Polana
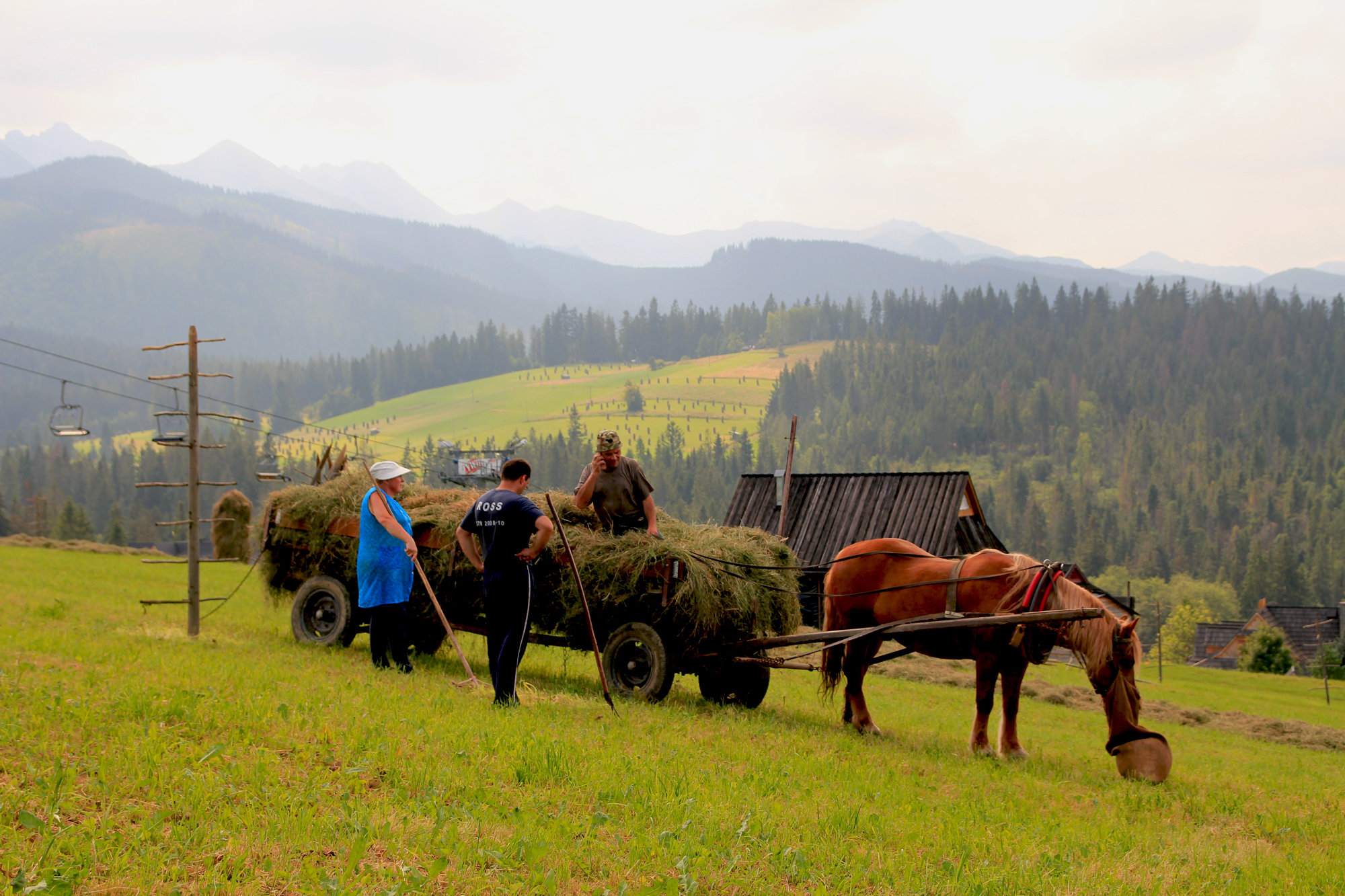
Almwirtschaft
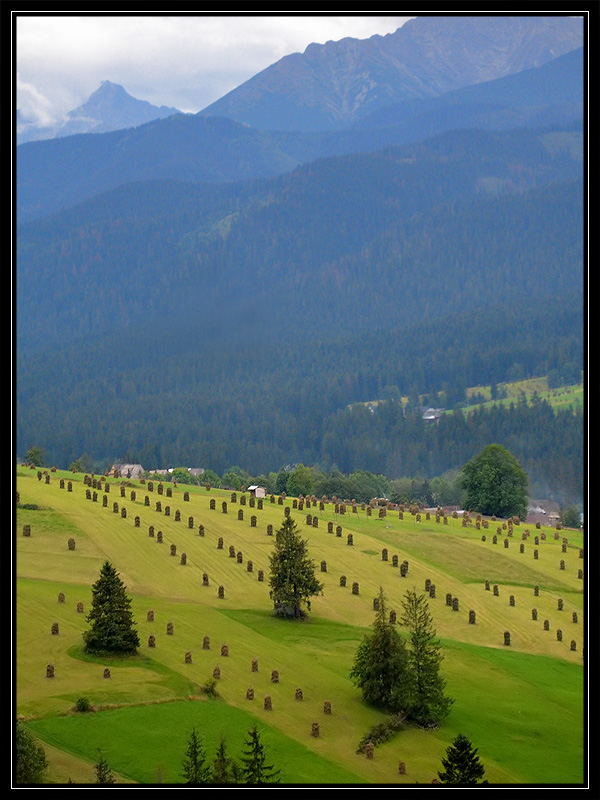
Almwirtschaft